# Anatatha medialis
Anatatha medialis är en fjärilsart som beskrevs av Alfred Ernest Wileman 1911. Anatatha medialis ingår i släktet Anatatha och familjen nattflyn. Inga underarter finns listade i Catalogue of Life.